# Norovirus
Norovirus és un gènere de virus d' ARN de la família Caliciviridae. El virió madur conté 90 dímers proteics (VP1) ensamblats amb simetria icosaèdrica, disposats de forma que es formen estructures en forma de calze. El nom de la família Calici d'aquests virus prové de la paraula llatina calyx o calze. El nom actual del virus, prové de la ciutat on es va identificar per primer cop (nor-, de Norwalk).
Aquest virus és el causant aproximadament del 90 per cent dels brots de gastroenteritis no bacteriana arreu del món, i responsable del 50 per cent dels brots de gastroenteritis per intoxicació alimentària en EUA. Norovirus afecta les persones de totes les edats i és transmès per aliments contaminats per aigües fecals i per contacte orofecal.
Després de la infecció, la immunitat al norovirus generalment és incompleta i temporal. Hi ha una predisposició hereditària a la infecció i les persones amb tipus de sang, de les quals pot detectar-se'n en la saliva són infectats més sovint que les persones amb grup sanguini O o AB
Els brots de norovirus sovint es produeixen en comunitats tancades o semitancades, com ara hospitals, presons, residències o creuers, on una vegada que el virus s'ha introduït, la infecció es propaga molt ràpidament, ja sigui per transmissió persona a persona o a través d'aliments contaminats. Molts dels brots de norovirus es deuen a la manipulació d'aliments per una persona infectada.
El norovirus és fàcilment eliminat amb desinfectants basats en clor, però atès que les partícules de virus no tenen embolcall de lípids, és menys susceptible a alcohols i detergents.

## Història
La malaltia estava descrita ja des del 1929, coneguda com «malaltia dels vòmits d'hivern», donat els principals símptomes (els vòmits) i el caràcter aparentment estacional de la malaltia.
El norovirus humà, antigament conegut com a Virus de Norwalk, es va identificar per primer cop en mostres de femtes que es van recollir durant un brot de gastroenteritis registrat a la ciutat de Norwalk, durant el 1968. Aquest brot, que va afectar el 50 per cent dels estudiants d'una escola primària que van reportar nàusees, vòmits, diarrea i febrícula, va portar a la identificació gràcies a la administració oral de filtrats, preparats a partir de mostres rectals del estudiants, a reclusos adults sans de la Casa Correccional de Maryland a Jessup, on dos de cada tres participants voluntaris van presentar símptomes.
El 1972, les femtes dels voluntaris de la presó van ser observades mitjançant inmuno-microscòpia electrònica i s'hi van observar, per primer cop, partícules virals, que van ser denominades small round structured virases (SRSV). Aquestes partícules, de 27nm de diàmetre, van passar a l'historia com el primer cop que es va demostrar que un virus podia causar un quadre clínic de gastroenteritis a l'ésser humà.
Posteriorment es van descriure molts altres brots de la malaltia amb un quadre clínic i una estructura similar a la infecció causada pel virus de Norwalk. A tot el conjunt d'aquest virus se'ls va anomenar Norwalk like virases (NLV). Però donada la impossibilitat d'aïllament en cultiu no es va poder avançar en la classificació fins que no es van desenvolupar tècniques moleculars mes sensibles de les que disposaven en aquell moment.
En la dècada de 1990, amb l'aparició de noves tècniques com la reacció en cadena de la polimerasa amb transcriptasa inversa (RT-PCR, de l'anglès reverse transcription polymerase chain reaction) la seqüenciació del genoma complet o parcial i la clonació del virus van permetre classificar el virus com a integrant de la família Caliciviriae i donar-li el nom amb què es coneix actualment.

## Estructura
El Norovirus es un virus nu (sense envolta). La càpsida del virió té geometría icosaèdrica i té una mida d'entre 38-40nm de diàmetre, amb un número de triangulació de 3. Aquest virió té 180 proteïnes VP1. Malgrat que, per tal que càpiga el genoma dins del virió, cal que la càpsida tingui aquesta amplada, les proteïnes VP1 poden formar càpsides petites d'uns 23nm de diàmetre. Aquest fet es va aprofitar per intentar trobar-ne una vacuna. Aquestes partícules sense genoma es diuen VLPs (de l'anglès virus-like particles).

## Genoma i proteoma

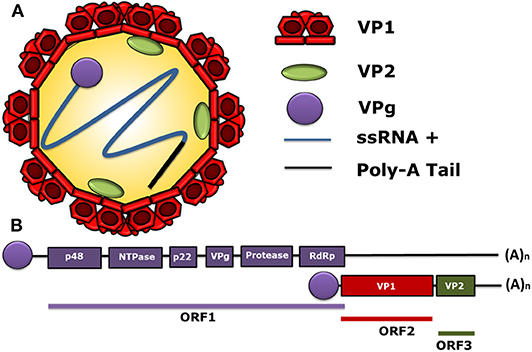
Genoma del Norovirus. Divisió en tres ORFs. Tenim les dos unitats subgenómiques amb els gens NS y estructurals.

El norovirus té un genoma de ssRNA (+) d'aproximadament 7,3/8,3 Kb. Aquest RNA porta unida covalentment la proteína VPg al seu extrem 5', que té la funció de fer d'encebador per a la replicació de aquest genoma. Al extrem 3' porta una cua poli-A.
El genoma té tres marcs oberts de lectura (ORF, de l'anglès open reading frame) dels quals el primer (ORF-1) codifica sis proteïnes no estructurals (NS). Aquest ORF es tradueix directament del RNA (+), que serveix directament com a mRNA, produint una poliproteïna que és tallada per la proteïna Pro (NP4), que té activitat cisteïna proteïnasa.
Els marcs oberts de lectura ORF-2 i ORF-3 codifiquen proteïnes estructurals (VP-1 i VP-2 respectivament), les quals formen part de la càpsida del virió.

### Proteïnes estructurals
- VP1: de 530-555 aminoàcids i pesos moleculars de entre 58 i 60 kDa, és la principal proteïna estructural del virió, està encarregada de formar la càpsida i interaccionar amb els receptors HBGA presents en las cèl·lules del epiteli gastrointestinal.[17] Es considera que té un paper fonamental com a determinant del fenotip antigènic.[2] La seva estructura ha estat resolta per cristal·lografia de raigs X i s'ha determinat que consta de tres dominis principals: N-terminal', orientat cap a l'interior de la càpsida; el domini intermedi o S', que intervé en la formació de la capa basal icosaèdrica i el domini P, que consta de dos subdominis, P1, implicat en l'antigenicitat i P2 o regió hipervariable responsable de la especificitat antigènica.[2]
- VP2: d'un pes molecular que varia entre 22 i 29 KDa, es troba dins de la càpsida del virió i és una de las proteïnes del virus menys estudiades. Aquesta proteïna interacciona amb la VP1 per tal de mantenir la estructura de la partícula vírica.[17] Es pensa que aquesta proteïna està relacionada amb l'empaquetament del RNA del virus per la seva naturalesa bàsica.[cal citació]

### Proteïnes no estructurals
- p48: d'aproximadament 48 kDa, s'ha suggerit que la seva funció resideix en la interacció amb un complex vesicular del hoste per tal de permetre la replicació viral. També hi ha estudis que suggereixen que, donada certa analogia amb altres proteïnes virals i cel·lulars, tinguin algun paper en la regulació de la proliferació cel·lular o l'ancoratge dels complexos replicatius units a membranes[2]
- NTPasa: d'aproximadament 41 kDa, té la capacitat de unir-se amb NTP i hidrolitzar.[17] És pensa que aquesta activitat té a veure amb la replicació del virió.
- p22: l'activitat de aquesta proteïna no està del tot clara, tot i que s'ha vist que imita una senyal d'exportació per a vesícules revestides de la proteïna COP-II.[17]
- VPg: d'aproximadament 15 kDa, és la proteïna viral associada al genoma i funciona com a encebador (primer, en anglès) per a la replicació del virus, però es pensa que també funciona com a senyal per a portar el RNA víric cap al ribosoma o RBS.[17] La seva presencia es minoritària, amb una o dues còpies al virió i es relaciona directament amb ka infectivitat del genoma.[2]
- Pro:aquesta proteïna té activitat proteïnasa o proteasa. La seva funció es tallar la poliproteïna transcrita del ORF-1 policistrònic.[15][17]
- RdRp: d'aproximadament 57 kDa, és una RNA-polimerasa dependent de RNA. La seva funció es generar copies del material genètic del virus.[17][16]

## Genogrups
El norovirus ha estat comparat amb canviadors de formes per la seva diversitat d'aminoàcids respecte de la proteïna VP1, que és la proteïna més exterior de la càpsida, i respecte de les variacions de nucleòtids en la regió de l'ARN polimerasa dependent d'ARN (RdRp).
Actualment es coneixen 10 genogrups que tenen un nombre variable de genotips, si s'analitza la proteïna VP1: GI (9 genotips), GII (27 genotips), GIII (3 genotips), GIV, GV i GVI (2 genotips cadascun) i GVII, GVIII, GIX i GX (1 genotip cadascun).
A més a més, per als virus dels quals no es té tota la seqüència disponible, existeix una altra classificació provisional que comprèn dos genogrups (GNA1 i GNA2) i tres genotips (GII.NA1, GII.NA2 i GIV.NA1).
Quant a la diversitat nucleotídica de RdRp es poden dividir en 8 P-grups i 60 P-tipus: GI.P (14 p-tipus), GII.P (37 p-tipus), GIII.P (2 p-tipus), GIV.P (1 p-tipus), GV.P i GVI.P (2 p-tipus cadascun) i GVII.P i GX.P (1 p-tipus cadascun). A més a més hi ha 2 P-grups i 14 P-tipus que l'any 2019 eren encara provisionals.

## Cicle

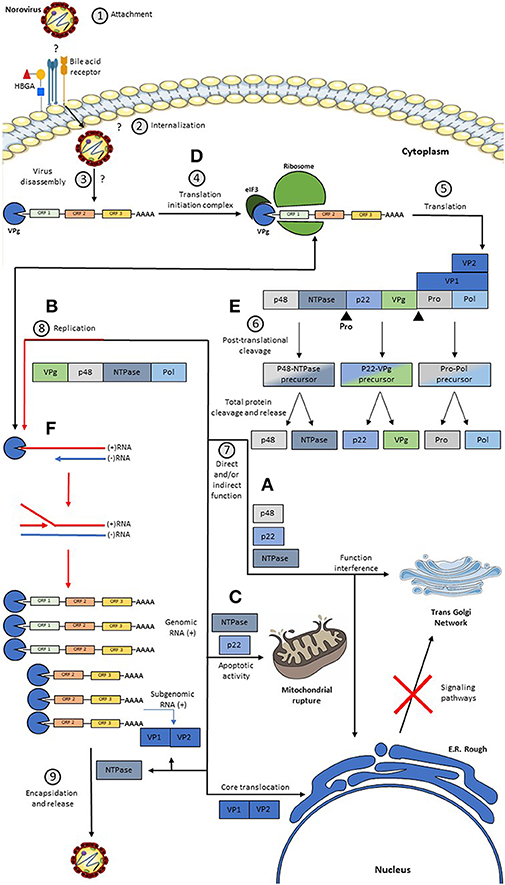
Cicle del Norovirus

Aquest virus té un tropisme positiu per l'epiteli intestinal, es creu que els receptors de aquest virus són els antígens sanguinis ABH (HBGA), tot i que el virus interacciona també amb l'àcid siàlic, però podria ser que aquest no fos el receptor com a tal, sinó un component més que ajuda el virió en l'adherència a la membrana cel·lular. En una primera fase, el virus s'uneix a la superfície de la cèl·lula. Aquesta unió comporta un canvi en la conformació de l'antigen del virió, i fa que es produeixi l'endocitosi. Aquesta endocitosi és independent de clatrina i de caveolina. El despullament (uncoating en anglès) del virió pot tenir lloc simultàniament amb l'endocitosi o produir-se a l'endosoma. Diversos factors intervenen en el despullament del virió, com ara la baixada del pH als endosomes o l'ajut d'enzims de l'hoste com ara la catepsina.
L'última fase per a que es pugui donar el cicle de replicació i traducció és l'alliberament del material genètic al citoplasma. En aquest cas, el virus forma un canal a l'endosoma per tal que s'alliberi el RNA al citosol, tot i que hi ha altres virus sense envolta que lisen l'endosoma. Aquest canal està format per la proteïna VP1, que canvia la seva conformació i forma un túnel compost per dotze unitats de la proteïna, que permet que la VP2 surti del virió. La part exposada a l'exterior d'aquest túnel és hidrofòbica; per tant, es fusiona amb l'endosoma i el RNA passa al citoplasma.
Posteriorment, la proteïna VPg porta aquest RNA al ribosoma per tal que es tradueixin les proteïnes no estructurals. Seguidament, la proteasa s'autoproteolitza i talla la resta de proteïnes.
Després que es tradueixen totes les proteïnes NS, es replica el genoma gràcies a l'activitat de la RdRp i la seva unió a VPg. D'aquesta replicació surten RNA sencers per empaquetar i RNA subgenòmics amb només l'ORF-1 i l'ORF-2. A aquests RNA se'ls uneix la VPg a l'extrem 5′ per tal de portar-los cap al ribosoma i que tradueixin las proteïnes estructurals.
Per acabar s'acobla tot el genoma dins de la càpsida, s'alliberen les partícules víriques i la cèl·lula es lisa.

## Transmissió
Les principals vies de transmissió del Norovirus són: mitjançant aliments contaminats o aigües contaminades, o bé per contagi de persona a persona via fecal-oral.

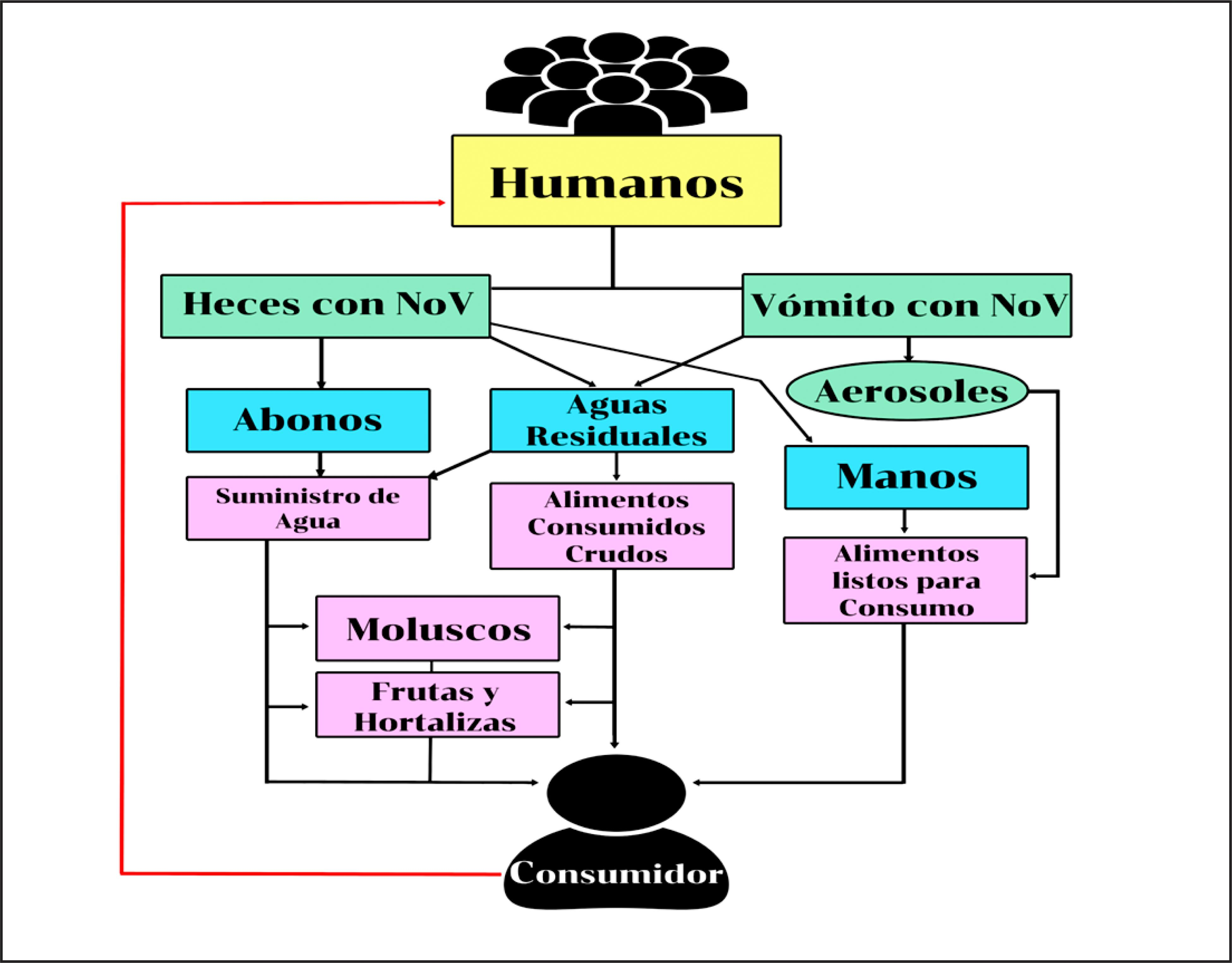
Esquema en la que s'observa les diferents vies de transmissió del Norovirus.

### Transmissió mitjançant aliments contaminats
La contaminació dels aliment pot produir-se de diverses manera. Pot ser que una persona infectada manipuli aliments amb partícules de vòmit o femtes, amb presencia de partícules víriques. L'aliment també pot entrar en contacte amb aerosols, que es transmeten per l'aire, que continguin partícules víriques. En aquests tipus d'infecció els genogrups més predominants son: GII.4, GI.3, GI.6, GI.7, GII.3, GII.6 i GII.12.
El virus també es pot transmetre per fruites o verdures que provinguin de cultius que hagin estat regats amb aigües contaminades amb el virus. Podria ser que la font d'aigua estigui contaminada, com ara quan aigües fecals es filtren a un pou d'aigua per al consum humà o bé d'aigua de reg. També pot ser que una persona infectada vagi de ventre o vomiti en l'aigua de reg, o que l'aigua no hagi rebut el tractament adequat; per exemple, una quantitat insuficient de clor que no destrueix totes les partícules víriques. En el contagi per contaminació d'aigües destaquen més els genogrups GI, que tenen una major estabilitat en l'aigua que les proteïnes del genogrup GII.

### Transmissió per contagi persona a persona
La transmissió de Norovirus entre persona i persona no és la més habitual, però es pot donar mitjançant microgotes que queden estàtiques a la tassa del vàter o bé pels aerosols que es formen quan una persona vomita, el que es coneix com contaminació ambiental. En el cas del vòmits s'ha de tenir en compte la força amb què es projecten; segons aquesta força s'han observat aerosols amb partícules víriques completament viables per a la infecció a més de tres metres de distància de la projecció d'aquest.
Les persones infectades són més contagioses quan desenvolupen la malaltia simptomàtica; en aquest cas els vòmits son la via de transmissió més freqüent, encara que no l'única. També augmenta el contagi uns uns dies després de desaparèixer el símptomes de la malaltia. Encara que en aquests dos períodes és quan s'ha vist que les persones tenen una major transmissibilitat del virus, hi ha estudis que descriuen que unes setmanes després, o fins i tot mesos després, de la desaparició dels símptomes és possible transmetre la malaltia; és a dir que encara es tenen suficients partícules virals infectives.
En la transmissió persona a persona destaca el genogrup GII.4, que es el que s'ha observat com més estable sobretot durant la temporada d'hivern en les zones temperades (virus estacionaris), ja que les temperatures baixes i la baixa humitat ambiental afavoreixen una bona viabilitat de les partícules víriques en els aerosols. De tota manera, tot i que el genogrup GII.4 sigui el causant de la gran majoria dels brots (80-90%), hi ha altres genotips com ara els del GI y GIV, que també poden causar infeccions quan el virus es transmet persona a persona.

## Clínica
Moltes infeccions per Norovirus no arriben a presentar cap símptoma o signe que porti a pensar que la persona està infectada; és el que es coneix com a infecció asimptomàtica. En canvi, hi ha casos en què es presenta un quadre clínic, que sol ser lleu, però que en alguns pocs casos pot derivar a quadres més greus o fins i tot la mort.
En les infeccions asimptomàtiques, la persona infectada no pateix cap conseqüència fisiològica, però això no vol dir que aquella persona no pugui transmetre el virus, ja que s'ha observat que, sobretot nadons i bebès, tenen una gran quantitat de partícules víriques capaces d'infectar.
El període d'incubació sol ser curt, aproximadament de 12 a 48 hores, i en el cas de patir simptomatologia té una durada d'entre un i tres dies en els casos lleus, podent-se allargar fins a períodes superiors a una setmana en els casos més greus, que solen ser persones hospitalitzades, infants amb una edat inferior a un any, persones grans o persones inmunodeficients.
La simptomatologia clàssica d'aquesta infecció cursa amb diarrea autolimitada, nàusees, vòmits, dolor abdominal, sensació de malestar general, febrícula i dolor muscular. Aquests són tots els símptomes que pot presentar la infecció, però no vol dir que una persona amb una infecció per Norovirus els presenti tots, ja que hi ha casos en que no es té febrícula. També hi influeix l'edat dels pacients, ja que en els lactants aquesta infecció sol cursar només amb diarrea, mentre que en pacients majors d'un any son més freqüents els vòmits, sempre i quan la infecció presenti simptomatologia greu.
L'edat avançada és un factor de risc per patir una infecció per Norovirus amb simptomatologia greu, ja que en un petit percentatge dels casos pot derivar en enterocolitis necrosant, que pot causar la mort. El mateix passa amb els nadons i bebès, que en el cas de patir una simptomatologia greu presenten tots els símptomes clàssics d'una infecció aguda causada per Norovirus i també pot derivar en enterocolitis necrosant i la mort; però són molt pocs els casos que arriben a aquesta simptomatologia tan greu.

## Diagnòstic
Normalment no se sol fer un diagnòstic personalitzat d'una infecció per Norovirus, ja que normalment es fa un diagnòstic etiològic amb els símptomes i signes que el pacient presenta quan acudeix a l'hospital. El diagnòstic generalitzat se sol fer quan hi ha brots locals o de major afectació que puguin ser sospitosos de Norovirus. El problema es que aquests brots es poden confondre amb infeccions per altres patògens (per exemple, bacteris) que cursen amb un quadre clínic molt similar. Per això es van establir els criteris de Kaplan, que descriuen que més del 50 per cent dels casos simptomàtics han de tenir presencia de vòmits, la infecció ha de tenir un període d'incubació mitjà de 24 a 48 hores, la duració mitjana de la malaltia ha de ser de 12 a 60 hores i que en els cultius de femtes dels pacients no hi ha d'haver cap bacteri patogen que pugui cursar amb la mateixa simptomatologia. L'especificitat d'aquests criteris per diferenciar una gastroenteritis aguda causada per un bacteri i una causada per Norovirus es molt alta (99%), encara que la seva sensibilitat és moderada (68%). Aquests criteris són útils quan l'obtenció de mostres per fer proves més especifiques en el laboratori resulta complicat.
El pas del temps i l'aparició de les tècniques serològiques i les tècniques de biologia molecular han donat noves eines que permeten fer un diagnòstic més precís i ràpid dels brots causats per Norovirus, com poden ser la reacció en cadena de la polimerasa (PCR) y les RT-qPCR. Aquestes tècniques, a més de determinar, a partir d'una mostra de femtes o de vòmit, la presencia de Norovirus, també indiquen quin genogrup (GI, GII, GIV) és el causant del brot. També es poden fer altres proves com ara un ELISA (de l'anglès, enzime-linked immunosorbemt assay) per detectar la presencia d'antígens de Norovirus en les mostres, o immunoassaig enzimàtic (EIA) i assajos immunocromatogràfics ràpids. Aquestes tècniques permeten detectar la presencia de Norovirus en mostres de persones amb la malaltia, i també serveixen per analitzar mostres d'aliments o d'aigües contaminades i determinar la presència de partícules víriques en mostres preses de superfícies.

## Tractament
No hi ha un tractament específic per a una infecció per norovirus donat que la resolució depèn majoritàriament del sistema immunitari de la persona infectada. Això significa que el més comú es que la malaltia es resolgui sola en el transcurs d'un parell de dies.
Com que es tracta d'una malaltia gastrointestinal, l'atenció medica sol recomanar medicaments antidiarreics i per reduir les nàusees de venda lliure. També es recomanen diverses opcions per tal de prevenir la deshidratació com ara les solucions d'hidratació oral (begudes esportives, consomés o sèrums oral comercials) o, en casos mes extrems, rebre líquid per via intravenosa. El consum de begudes que continguin molt de sucre, cafeïna, alcohol o productes làctics estan molt desaconsellades, ja que poden empitjorar les diarrees.